# 松原治
松原 治（まつばら おさむ、1917年〈大正6年〉10月7日 - 2012年〈平成24年〉1月3日）は、日本の実業家。紀伊國屋書店名誉会長などを務めた。

## 略歴
山口県佐波郡徳地町（現在の山口市）に軍人の息子として生まれる。のちに父は電柱の銘板を取り扱う会社を経営していた。
大阪市築港南尋常高等小学校を卒業した1930年（昭和5年）、大阪府立市岡中学校（旧制）に入学。旧制浪速高等学校を経て東京帝国大学法学部に進む。同期に中曾根康弘がいた。
卒業後は南満洲鉄道に入社するも召集を受け、陸軍経理学校を首席卒業。中国各地を転戦し、陸軍主計中尉として太平洋戦争の敗戦を迎える。
復員後、1946年、大日本塩業株式会社に取締役業務部長として入社。1950年、東大の先輩の亀井茲建の招きで紀伊國屋書店に入社。大番頭として田辺茂一を補佐し、紀伊國屋書店の事業拡大に貢献した。
1970年、代表取締役専務に就任。1980年に代表取締役社長、1999年（平成11年）に代表取締役会長を兼任、2002年代表取締役会長兼最高経営責任者(CEO)。2010年に代表取締役会長兼CEOを退任し、名誉会長へと退いたが生涯現役として影響力を保持し続けた。
2009年まで紀伊國屋演劇賞選考委員を務めた。
2012年1月3日、心不全のため死去、94歳。

## 人物
紀伊國屋演劇賞の受賞者は、つかこうへいや井上ひさし、野田秀樹、鴻上尚史らで、演劇の発展に貢献した。受賞者のひとり井上は遅筆のため、紀伊國屋ホールでの公演も初日が延びたり中止になったこともあったが、松原は紀伊國屋書店の社長として「井上先生だから待て」と指示。次の公演でホールを貸しており、「良質な演劇を提供したい」という信念を持っていた。

## 著書
- 『三つの出会い』（日本経済新聞出版社、2004年9月）- 日本経済新聞「私の履歴書」で2004年2月[3]に連載を増補、対談3編を加え刊行。

## 評伝小説
- 波多野聖『本屋稼業』角川春樹事務所、2016年／ハルキ文庫、2017年

## 親族
- 長男：松原眞樹 - 株式会社KADOKAWAの取締役副会長
- 弟：松原義治 - 近畿大学名誉教授